# Infra-Red
Infra-Red è un singolo del gruppo musicale britannico Placebo, pubblicato il 19 giugno 2006 come terzo estratto dal quinto album in studio Meds.

## Tracce
CD (Europa, Regno Unito)
1. Infra-Red – 3:14
2. Infra-Red (Hotel Persona Remix) – 3:57

CD maxi (Australia, Europa)
1. Infra-Red – 3:14
2. Infra-Red (The Waltmann Remix) – 6:49
3. Song to Say Goodbye (Rain & Tears Remix) – 11:04

7" (Europa)
- Lato A

1. Infra-Red – 3:14

- Lato B

1. Infra-Red (Call the Ambulance Remix) – 4:57

Download digitale – remix
1. Infra-Red (Call the Ambulance Remix) – 4:57

Download digitale – Live at Empress Ballroom
1. Infra-Red (Live at Empress Ballroom) – 3:56

Download digitale – Live at Glasgow Academy
1. Infra-Red (Live at Glasgow Academy) – 3:59

Download digitale – Live at Newcastle Academy
1. Infra-Red (Live at Newcastle Academy) – 3:43

## Formazione
Gruppo
- Brian Molko – voce, chitarra, tastiera
- Stefan Olsdal – basso, chitarra, tastiera, cori
- Steve Hewitt – batteria

Produzione
- Dimitri Tikovoi – produzione
- James Brown – ingegneria del suono, missaggio
- Raj Das – assistenza tecnica ai RAK Studios
- Richard Woodcraft – assistenza tecnica ai RAK Studios
- Rob Smith – assistenza tecnica ai Sarm Studios
- Mark Neary – assistenza tecnica allo Snake Ranch
- Dan Porter – assistenza tecnica al Sanctuary Town House
- Tim Young – mastering

## Classifiche
| Classifica (2006)         | Posizione massima |
| ------------------------- | ----------------- |
| Germania                  | 75                |
| Italia                    | 40                |
| Stati Uniti (alternative) | 35                |